# Zanna bouriezi
Zanna bouriezi är en insektsart som beskrevs av Victor Lallemand 1959. Zanna bouriezi ingår i släktet Zanna och familjen lyktstritar. Inga underarter finns listade i Catalogue of Life.